# Crystal Nix-Hines
Crystal Nix-Hines (1963) trabajó como representante Permanente de los Estados Unidos ante la Organización de las Naciones Unidas para la Educación, la Ciencia y la Cultura (UNESCO) entre julio de 2014 y enero de 2017.

## Primeros años y educación
Crystal Nix creció en Wilmington, Delaware, donde su padre, Theophilus R. Nix Sr., fue el segundo abogado afroamericano admitido en el Colegio de Abogados de Delaware, y su madre, la Dra. Lulu Mae Nix, fundó organizaciones de servicios sociales. Asistió a la Wilmington Friends School, junto a su hermana y a sus dos hermanos, uno de los cuales es abogado corporativo en DuPont Corporation.
En 1985, Nix-Hines se graduó en la Universidad de Princeton, donde fue compañera de clase de Michelle Robinson Obama y jefa de redacción de The Daily Princetonian. Desde 2006, trabajó durante nueve años para la Junta directiva de Princeton. En 1990, se graduó en la Escuela de Derecho Harvard, donde trabajó como editora delHarvard Law Review con Barack Obama (HLS 1991).

## Carrera de escritura y legal
Después de la Facultad de Derecho, trabajó como ayudante legal para el Juez William A. Norris de la Corte de Apelaciones del Noveno Circuito desde 1990 hasta 1991. Desde 1991 hasta 1992, trabajó como ayudante legal para las Juezas Thurgood Marshall y Sandra Day O’Connor de la Corte Suprema de los Estados Unidos.
Durante su carrera legal, Nix-Hines practicó el Derecho en la Quinn Emanuel Urquhart & Sullivan en Los Ángeles, fue asesora en Fairbank & Vincent desde 2006 hasta 2007, asesora especial en el Departamento de Litigios de O’Melveny & Myers, LLP desde 1997 hasta 2000, y Asistente del Asesor General/Vicepresidente Senior de Capital Cities/ABC, Inc. desde 1992 hasta 1993. Desde1993 hasta 1997, ostentó varios puestos en el Departamento de Estado, incluyendo el de Consejera de la Secretaria Asistente para la Democracia, Derechos Humanos y Trabajo, miembro del Personal de planificación de políticas del Departamento, y Asistente Especial del Consejero Legal.
Nix-Hines también ha trabajado como escritora y productora en varios programas de televisión tales como Commander in Chief, Alias, y The Practice. Comenzó su carrera como reportera para el New York Times (en su memoria The Times of My Life and My Life at the Times, el exeditor ejecutivo Times Max Frankel escribió que al dejar el Periodismo por el Derecho, la señorita Nix había “dejado una prometedora carrera periodística.”)

## Embajadora de la UNESCO
El 9 de julio de 2013, Nix-Hines fue nombrada por el Presidente Obama para la posición de Representante Permanente de los Estados Unidos en la Organización de las Naciones Unidas para la Educación, la Ciencia y la Cultura (UNESCO) con la rango de embajadora. Nix-Hines fue confirmada por el Senado de los Estados Unidos el 12 de junio de 2014, y juró el cargo el 16 de julio de 2014. Durante su permanencia, ella y marido, David Hines, residieron en París, Francia. En enero de 2017, al final del mandato de Obama, se retiró del puesto.